# アイスランド・エクスプレス
アイスランド・エクスプレス（英語：Iceland Express）は、アイスランド・レイキャビクに本拠地を置く格安航空会社である。リース機を使用しヨーロッパ、北アメリカの17の目的地に就航している。ケプラヴィーク国際空港をハブ空港とする。

## 歴史
2002年設立。アストライオス航空からウェット・リースしたボーイング737-300機を使用して、2003年2月27日からロンドン・スタンステッド空港およびコペンハーゲン国際空港へデイリーでの運航を開始した。リース契約先はその後ジェットエックス航空 (JetX Airlines)、ついでハロー航空(Hello)へと変更された。2008年にロンドン航路をロンドン・ガトウィック空港行きに変更。2009年11月2日からはガトウィック空港便と合わせ、スタンステッド空港へも再び週2便の就航を行なっている。
2008年秋、アストライオス航空がボーイング737機2機を使用し、アイスランド・エクスプレスに代わって全便を再び運行することになった。アストライオス航空の親会社はアイスランドの投資グループ・ノーザントラベルホールディングNorthern Travel Holdingであったが、ノーザントラベルホールディングは2008年9月にフォンス・エイクナルハルトスフィエーラーグFons Eignarhaldsfelagに完全買収され、フォンス倒産前に姉妹企業のフェインキュルFengurに通知なく譲渡された。フォンスはフェインキュルの主要株主2者によって設立された企業である。
フォンスはアストライオス航空の51%の株式取得に合意し最大株主となった。取得費用は500万ポンドと報道されている。これによりアイスランド・エクスプレスは傘下企業として支援を受けることになり、アメリカ大陸への格安便就航につながった。アストライオスとアイスランド・エクスプレスは引き続き独立運営され、アイスランド・エクスプレスによる2007年春からのアイスランド発ニューヨーク行き、ボストン行き航空便運行開始時には、アストライオス航空からアイスランド・エクスプレスにボーイング757-200機が貸与されたものと考えられている。
2010年6月からは季節限定で、アストライオス航空からリースしたボーイング757機を使用して、ニューアーク・リバティー国際空港へ週4便、ウィニペグ国際空港へ週2便の長距離直行便の運行を開始した。
2011年6月からシカゴ、ボストン、ダブリン、ベルファストへ就航することを発表した。
2012年10月にアイスランドのWOWエアに買収された。

## 就航地

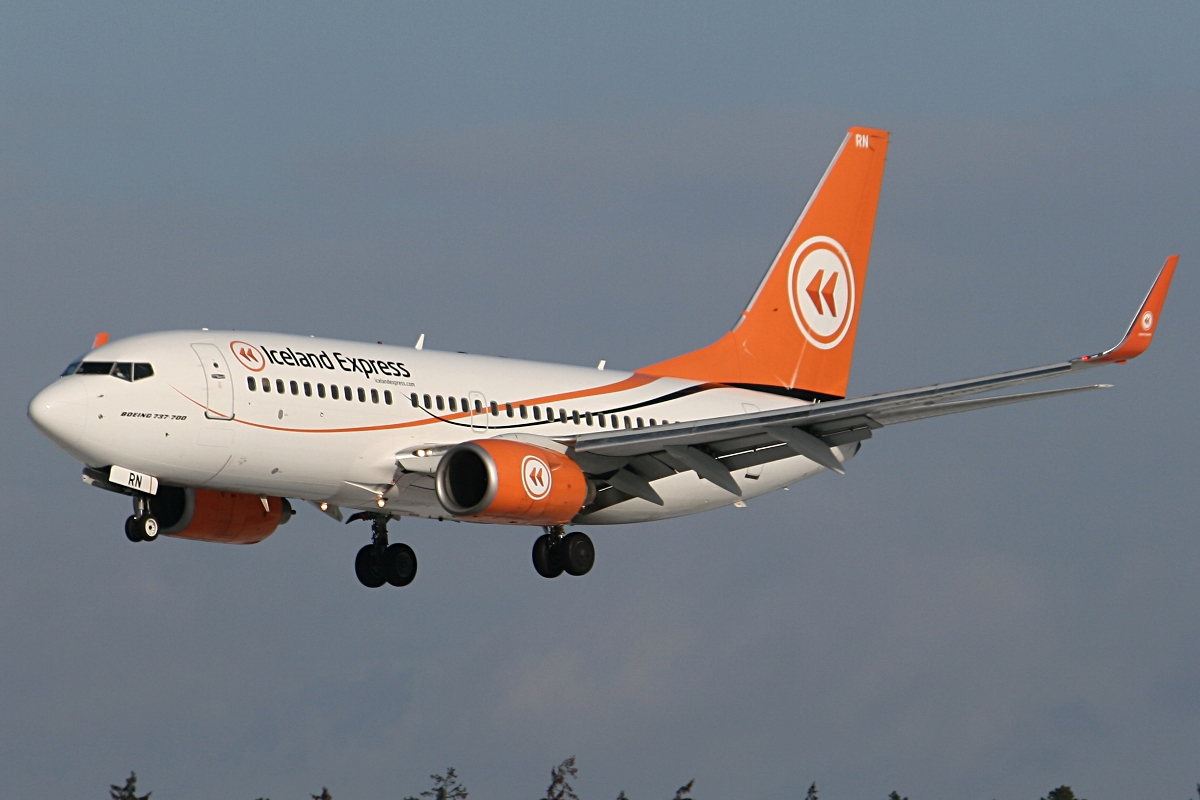
An Iceland Express Boeing 737-700 operated by Astraeus

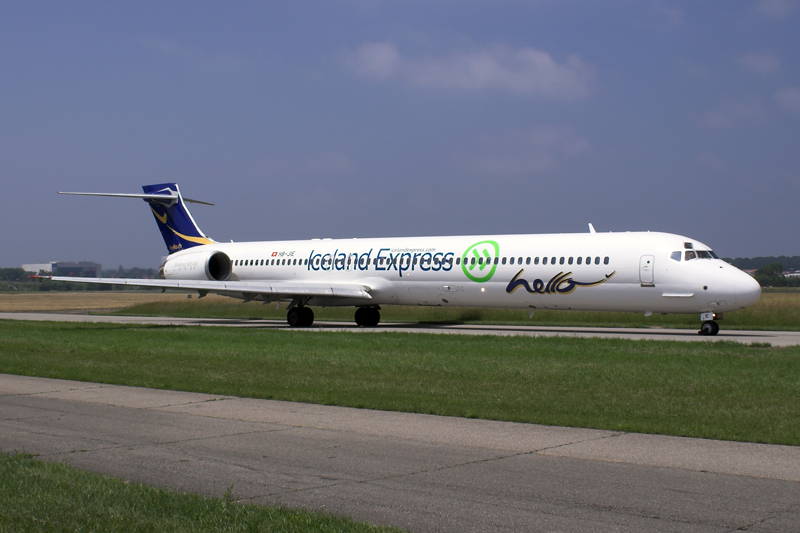
アイスランド・エクスプレスのMD-90。

### ヨーロッパ
デンマーク
- オールボー - オールボー空港 [夏季運行]
- ビルン - ビルン空港 [夏季運行]
- コペンハーゲン - コペンハーゲン国際空港

フランス
- ミュルーズ - ユーロエアポート・バーゼル＝ミュールーズ空港 [夏季運行]
- パリ - シャルル・ド・ゴール国際空港 [夏季運行]

ドイツ
- ベルリン - ベルリン・シェーネフェルト国際空港
- フリードリヒスハーフェン - フリードリヒスハーフェン空港
- ハーン - フランクフルト・ハーン空港

アイスランド
- アークレイリ - アークレイリ空港 (焦点都市) [夏季運行]
- レイキャヴィーク - ケプラヴィーク国際空港 (ベース)

アイルランド
- ダブリン - ダブリン空港 [6月14日より夏季運行]

イタリア
- ベルガモ - Orio al Serio Airport
- ボローニャ - ボローニャ空港 [夏季運行]

ルクセンブルク
- ルクセンブルク＝フィンデル空港 [夏季運行]

オランダ
- ロッテルダム空港 [夏季運行]

ノルウェー
- オスロ - オスロ空港 [夏季運行]

ポーランド
- クラクフ - バリツェ空港 [夏季運行]
- ワルシャワ - ワルシャワ・フレデリック・ショパン空港

スペイン
- アリカンテ - アリカンテ空港
- Barcelona - バルセロナ・エル・プラット国際空港 [夏季運行]

スウェーデン
- ヨーテボリ - ヨーテボリ・ランドヴェッター空港 [夏季運行]

スイス
- ジュネーヴ - ジュネーヴ・コアントラン国際空港 [季節運行]

イギリス
- ベルファスト - ベルファスト国際空港 [6月13日より夏季運行]
- バーミンガム - バーミンガム国際空港 [夏季運行]
- エディンバラ - エディンバラ空港 [6月13日より夏季運行]
- ロンドン
  - ロンドン・ガトウィック空港
  - ロンドン・スタンステッド空港 [4月22日まで]

### 北アメリカ
カナダ
- ウィニペグ - ウィニペグ国際空港 [夏季運行]

アメリカ合衆国
- ボストン - ジェネラル・エドワード・ローレンス・ローガン国際空港 [6月14日より]
- シカゴ - シカゴ・オヘア国際空港 [6月11日より]
- ニューアーク - ニューアーク・リバティー国際空港

## 航空機
2011年11月時点での保有機材は以下の通り。
アイスランド・エクスプレスが過去運行していた航空機:
- ボーイング737-300
- マクドネル・ダグラスMD-82
- マクドネル・ダグラスMD-90